# Jörg Wittwer
Jörg Wittwer (* 16. Januar 1975 in Warendorf) ist ein deutscher Psychologe und Bildungsforscher. Er ist seit dem Wintersemester 2013/2014 Inhaber einer W-3 Professur für Erziehungswissenschaft mit dem Schwerpunkt empirische Lehr-/Lernforschung an der Universität Freiburg.

## Leben
Jörg Wittwer besuchte von 1985 bis 1994 das Gymnasium Laurentianum in Warendorf, das er mit dem Abitur abschloss. Von 1995 bis 2002 studierte er Psychologie an der Universität Münster. Dieses Studium schloss er mit dem Diplom ab. Anschließend folgte von 2002 bis 2006 eine Stelle als Wissenschaftlicher Mitarbeiter am Lehrstuhl für Pädagogische Psychologie und Entwicklungspsychologie der Albert-Ludwigs-Universität Freiburg, wo er 2005 promovierte. Der Titel der Arbeit lautet Improving instructional explanations in netbased communication between experts and laypersons. Betreut wurde sie von Alexander Renkl, Hans Spada und Heinz Schüpbach. Von 2005 bis 2010 war er Wissenschaftlicher Mitarbeiter in der Abteilung Erziehungswissenschaft / Pädagogisch-Psychologische Methodenlehre am Leibniz-Institut für die Pädagogik der Naturwissenschaften und Mathematik (IPN) an der Universität Kiel, die er von 2009 bis 2010 stellvertretend leitete. Zwischendurch übernahm er im Wintersemester 2008/2009 die Vertretung dieses Lehrstuhls von  Professor Alexander Renkl. Zum Wintersemester 2010/2011 bekam er einen Ruf nach Göttingen auf eine DFG-Heisenberg-Professur für Empirische Bildungsforschung mit dem Schwerpunkt Lehr-/Lernforschung, die bis einschließlich zum Sommersemester 2013 innehatte.
Wittwer beschäftigt sich vorrangig mit Tutoring und der Diagnosekompetenz von Lehrenden. Außerdem zählen zu seinen Forschungsschwerpunkten das Lernen aus Erklärungen und das Lernen aus Lösungsbeispielen sowie das Verstehen und Bewerten von Erklärungen. Auch das kompetenzorientierte Testen bildet einen Interessensschwerpunkt.

## Veröffentlichungen
- Improving instructional explanations in netbased communication between experts and laypersons. Freiburg 2005 (Dissertation, Online-Ressource).
- An International Comparison of Science Teaching and Learning: Further Results from PISA 2006. Waxmann Verlag. Münster, Berlin, München, New York 2011. (zusammen mit M. Kobarg, M. Prenzel et al.).